# 永宁千里光
永宁千里光（学名：Senecio yungningensis）为菊科千里光属下的一个种。

## 扩展阅读
- 維基物種上的相關：永宁千里光